# Light rail vehicle

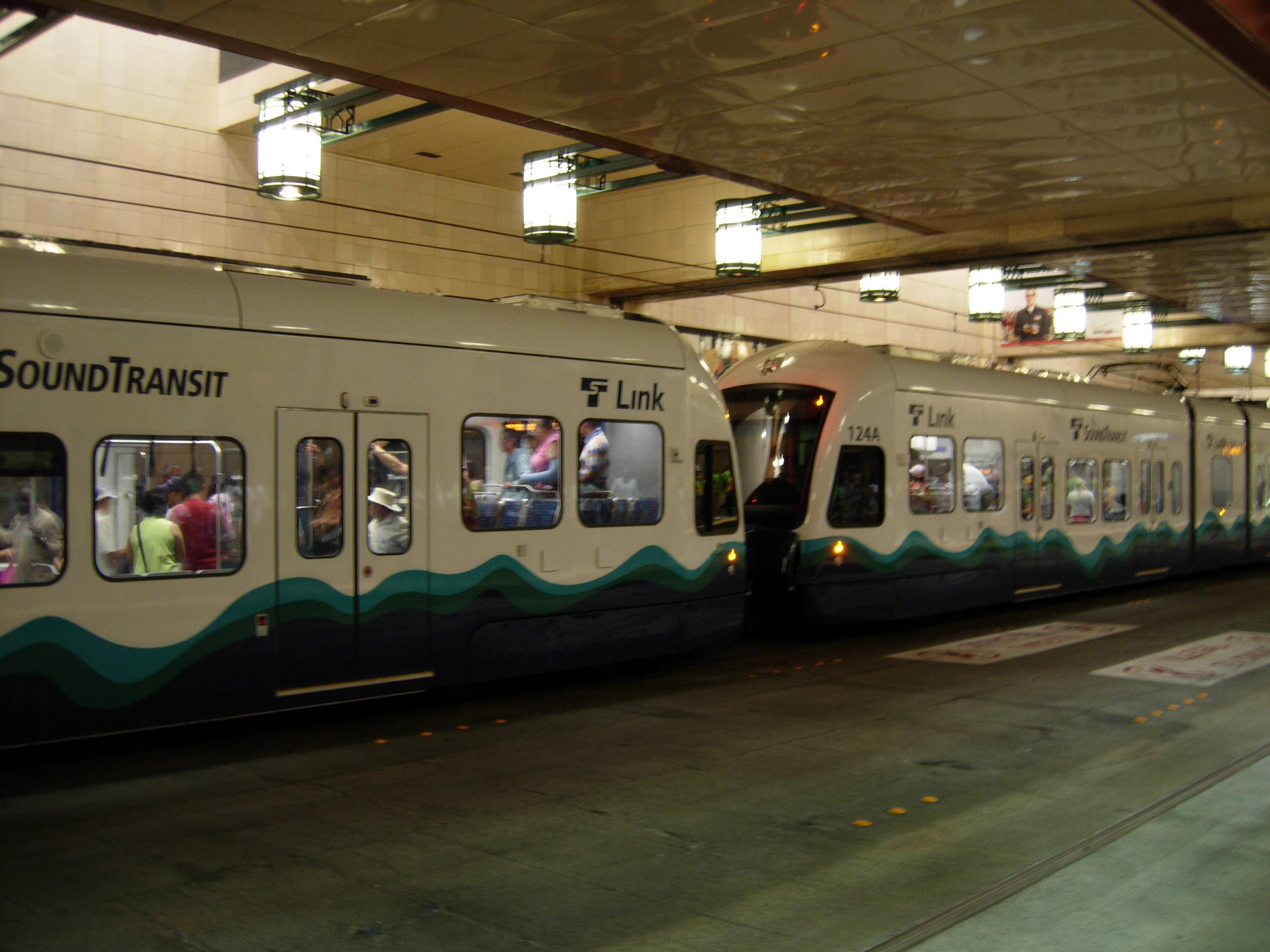
Station einer Light rail in der Downtown von Seattle (Westlake Station im Jahr 2009)

Light rail vehicle (LRV) bzw. Light rail (sinngemäß Leichtbahnfahrzeug, Leichtbahn) sind international verwendete Begriffe des Verkehrswesens mit Ursprung aus dem englischen Sprachraum. Light rail als Kurzform von Light rail transit (LRT) bezeichnet ein schienengebundenes, in der Regel elektrisch angetriebenes und normalspuriges Transportsystem des öffentlichen Personennahverkehrs und Regionalverkehrs. Light rail vehicle ist das Schienenfahrzeug dieses Systems.
Häufig wird Light rail im Deutschen mit Stadtbahn übersetzt, was jedoch problematisch ist, da die historische wie auch gegenwärtige Verwendung des Wortes Stadtbahn sich zwar mit der Verwendung des Begriffs Light rail außerhalb des deutschen Sprachraumes überschneidet, aber nicht völlig deckungsgleich ist.
Light-rail-Züge sind Verkehrsmittel, die ähnlich den Kleinbahnen zumeist eine geringere Kapazität und eine niedrigere Geschwindigkeit als herkömmliche Eisenbahn-, S- und U-Bahn-Züge haben, jedoch sind sie mit höherer Geschwindigkeit und größerem Transportvolumen als ein Bus oder eine traditionelle Straßenbahn ausgestattet. Die Züge verkehren ebenerdig wie auch unterirdisch und das entweder unabhängig auf eigener Trasse bzw. eigenem Damm oder sie sind vollständig in den Straßenverkehr integriert.

## Etymologie und Definition

### Begriffsherkunft
Historisch gibt es für den Begriff Light rail zwei Ursprünge: zum einen die britische Bezeichnung Light Railway aus dem 19. Jahrhundert; zum anderen eine amerikanische Ableitung aus der Bezeichnung eines neuen Standards der 1970er Jahre, der durch eine Erneuerung des Konzeptes der herkömmlichen Straßenbahn in den USA entstand. US Standard light rail vehicle (SLVR) ist eine Norm für ein Fahrzeug eines Light-rail-Systems, welches das U.S. Department of Transportation als Nahverkehrssystem für die Städte Boston und San Francisco plante und das schließlich mit Mitteln des Ministeriums in den beiden Städten durch die Firma Boeing Vertol gebaut wurde.
Als 1972 im Jahre der Begriff Light rail dann von einer Abteilung des U.S. Department of Transportation, der Urban Mass Transportation Administration (UMTA) geprägt wurde, existierte noch ein weiterer Vorschlag von Vukan Vuchic, einem Professor der University of Pennsylvania. Er fertigte im Auftrag der UMTA einen Bericht an, der unter anderem mit Unterstützung des deutschen Verkehrsplaners Friedrich Lehner entstand und auch einen Überblick über das europäische Herangehen bei der Modernisierung der Straßenbahn in den 1960er Jahren enthielt. In diesem Bericht schlug Vukan Vuchic vor, den deutschen Begriff „Stadtbahn“ in der Übersetzung „city rail“ zu benutzen, doch die UMTA beschloss künftig ausschließlich „Light rail“ zu verwenden.

### Definition
Das Transportation Research Board (TRB), eine Abteilung des Nationalen Forschungsrates der USA formulierte im Frühjahr des Jahres 1976 letztlich folgende Definition:
Light Rail Transit stellt in urbanen, also städtischen Siedlungsgebieten bis hin zu Ballungsräumen eine Form von Personenbeförderung dar, die überwiegend vom üblichen Verkehr getrennte, aber auch in den Straßenverkehr integrierte Trassen benutzt. Die Züge bestehen entweder aus dem elektrischen Triebwagen selbst oder zusätzlich angehängten Waggons. Kennzeichnend für das Transportsystem LRT sind Fahrzeuge mit unterschiedlichsten Kapazitäten und individuellen Leistungsmerkmalen sowie moderaten Kosten.
Sowohl Light Rail (leichter Schienen[verkehr]) wie das Gegensatzwort Heavy Rail (schwerer Schienen[verkehr]) verwenden zwar die Begriffe für Gewicht, das Konzept hat damit jedoch keinen direkten Zusammenhang (auch wenn die Fahrzeuge im Regelfall leichter sind als Vorortbahnen). Stattdessen steht „leicht“ hier für leichtere Anforderungen / geringere Passagierzahlen (intended for light loads and fast movement). Außerdem sind die Investitionen in Strecken „leichter“ zu machen, also mit geringeren Kosten und einfacheren Streckeneinrichtungen im Vergleich mit Vollbahnen. Wörtlich heißt es in der UMTA-Kurzbeschreibung „An electric railway with a ‚light volume‘ traffic capacity compared to heavy rail. Light rail may use shared or exclusive rights-of-way, high or low platform loading and multi-car trains or single cars.“ Obwohl von dieser Definition nicht erfasst, verwenden auch einige dieselelektrische Bahnen die Bezeichnung Light-rail, z. B. der O-Train in Ottawa.

### Gegenwärtige Begriffsverwendung
Als einen amtsprachlichen Begriff gibt es bisher im deutschsprachigen Raum weder die Bezeichnung in Form von Leichtbahn oder Light rail. Dementsprechend findet sich auch kein Eintrag im deutschsprachigen Duden. Das Wort Stadtbahn ist dort zudem als Übersetzung des französischen Term Métropolitain angegeben. Lediglich in Firmenbezeichnungen wie Lightrail Transit Enterprises GmbH beispielsweise in Heidelberg fand bisher der Begriff in Deutschland Verwendung.
Umgangssprachlich wird der Begriff beispielsweise in verschiedenen Internetprojekten von europäischen Eisenbahnfreunden als Zwischenform von Eisenbahn und Straßenbahn im städtischen wie im regionalen Personentransport beschrieben.
Aktuell sind international mehrere Verwendungen erkennbar:
- Englische Sprache Light rail, Metrorail, Metrolink (z. B.: Manchester Metrolink)
- Skandinavien Light rail = Lättbana / Letbane (z. B.: Hovedstadens Letbane und Aarhus Letbane)
- Romanische Sprachen
  - Spanisch Light rail = Tren ligero de ...  (z. B.: Tren ligero de la Ciudad de México)
  - Französisch Light metro, Straßenbahn = Tramway de ... (z. B.: Tramway de Grenoble)
  - Rumänisch Light metro = Metroul ușor din ... (z. B.: Metroul ușor din București)
- West- und Südslawische Sprachen Light metro = Lehké metro / Лаки шински систем (z. B.: Beogradski Laki Metro)
- Ostslawische Sprachen Light rail = Легкий рельсовый транспорт, Light metro = лёгкое метро (z. B.: Сверхлёгкий электропоезд «Турист» in Nowosibirsk)

## Geschichte
In den späten 1960er und den frühen 1970er Jahren suchten viele nordamerikanische städtische Ballungsgebiete Alternativen zum Interstate-Highway-System, dessen Bau in diesen Jahren fast abgeschlossen war. Der gestiegene private PKW-Besitz führten nicht nur zur Zunahme des Verkehrs innerhalb der nordamerikanischen Städte, sondern auch zur Verschlechterung der Luftqualität. Viele Stadtregionen begannen daraufhin Pläne für Nahverkehrssysteme zu erstellen.
Die Städte San Francisco und Washington D.C. beschlossen Systeme von Heavy rails (schwerere Eisenbahnsysteme) zu planen. Aber in vielen anderen Regionen rechtfertigten die Nachfrage, Dichte und Potenziale des vorhandenen Verkehrs nicht die hohen Baukosten und die Auswirkungen auf die Umwelt, die sich während und nach der Bauphase solcher herkömmlichen Systeme ergaben. Zudem schrumpfte die Zahl der Fahrgäste seit den 1950er Jahren, wo über 16 Milliarden Menschen jährlich in den USA öffentliche Verkehrsmittel nutzten, in den 1960er um die Hälfte.
Busspuren und andere Vorzugsbehandlungen für Busse wurden schon als künftige Möglichkeiten, insbesondere in den USA angesehen. Doch letztlich war die Lösung die Planung der Light rail. Die Inspiration dazu kam aus Europa, vor allem vom neuartigen effektiveren Betrieb herkömmlicher Straßenbahnen im damaligen Westdeutschland, weil dort im Rahmen des Konzeptes Autogerechte Stadt teilweise Straßenbahnen unter die Erde gelegt und auf mehr unabhängige Trassen verlegt wurde.
Nach dem Erlass der US-amerikanischen UMTA über Verwendung von LRV-Stadtbahnen wurde das erste entsprechende Light-rail-Nahverkehrssystem 1978 in Edmonton (Kanada) errichtet. Verwendet wurden für den Edmonton LRT dabei Siemens-Duewag U2-Stadtbahnwagen. Die neueren Stadtbahnsysteme waren so erfolgreich, dass mittlerweile mehr als 30 LRT-Systeme in den USA existieren. Man beachte, dass in der US-amerikanischen Verwendung auch viele Straßenbahnsysteme als LRT eingeordnet werden – man wählt die Bezeichnung light rail hier in Abgrenzung zum vorherigen streetcar, das auch andere über Straßenwege geführte Nahverkehrsmittel umfasste. Der Begriff Light Rail Transit verbleibt jedoch bei Systemen mit zumindest teilweise eigenen Trassen (exclusive rights-of-way).
In Großbritannien dagegen wurden ehemalige Vorortbahnen zu LRT-Systemen umgebaut, wobei man im Rückgriff auf den Light Railways Act von 1896 diese als Light-rail bezeichnete, auch wenn sie eher einer S-Bahn gleichen, z. B. die Tyne and Wear Metro in und um Newcastle. Der Trend setzte sich mit der Docklands Light Railway (DLR) in London (1987) und dem Manchester Metrolink (1992) fort. Der Manchester Metrolink verdeutlicht den Light-Rail-Trend, denn dort wurden bestehende Eisenbahnvorortstrecken als LRT-Link reaktiviert und untereinander verbunden, indem die Züge in der Stadtmitte als Straßenbahn (mit Hochbahnsteigen) verkehren, und damit den Bau eines teuren Eisenbahntunnels unter der Stadt (Picc-Vic-Tunnel) nicht benötigen.
Die zunehmendere Beliebtheit gründete sich wie in den USA auf die günstigeren Bau- und Betriebskosten herkömmlicher Bahnen. In Großbritannien war das Konzept Light rail transit eine Wiederbelebung des schienengebundenen Nahverkehrs, denn in den 1950er Jahren wurden viele Straßenbahnlinien eingestellt.

## Daten

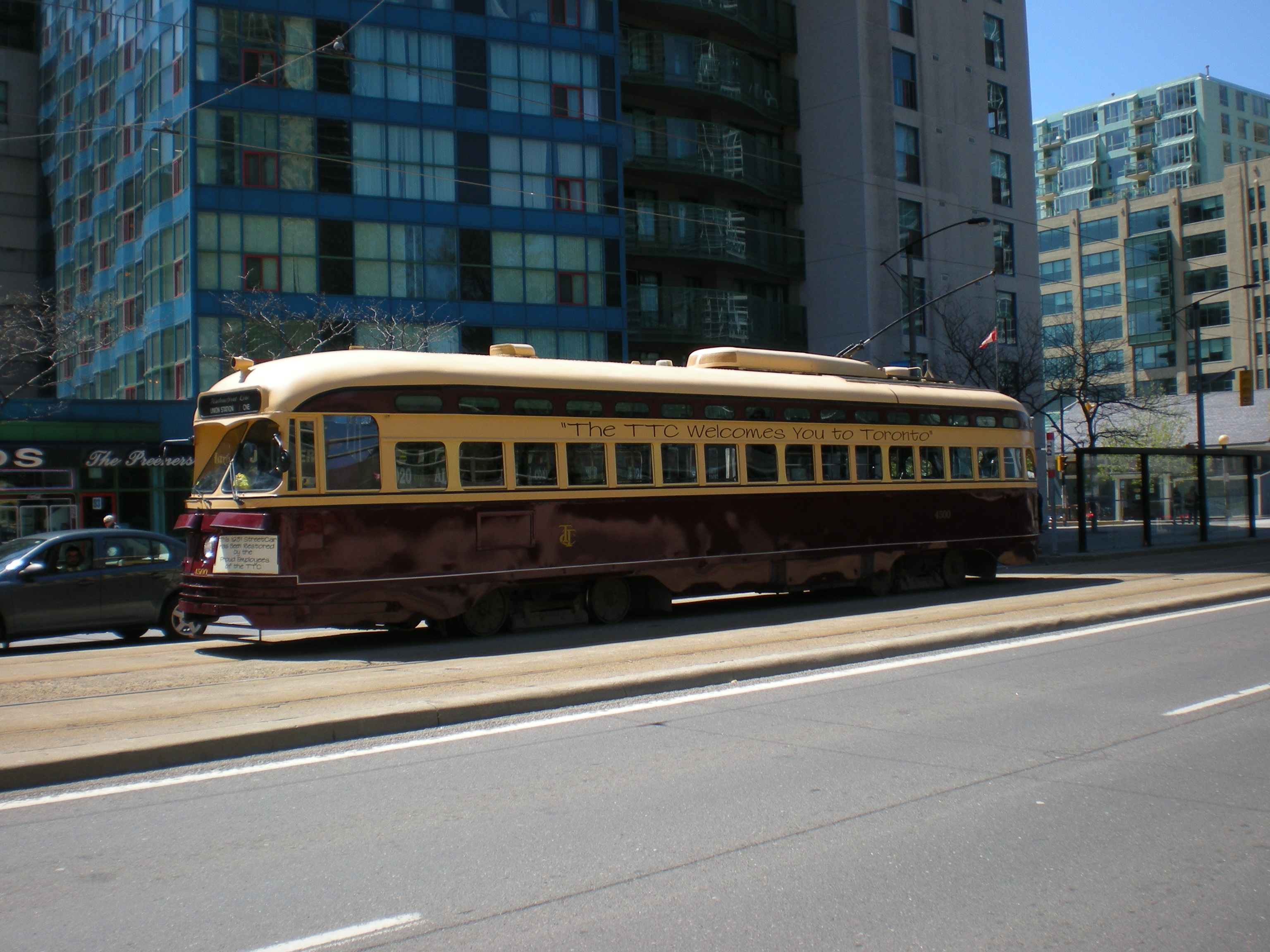
Der Vorgänger – historischer PCC-Wagen 4500 in Toronto

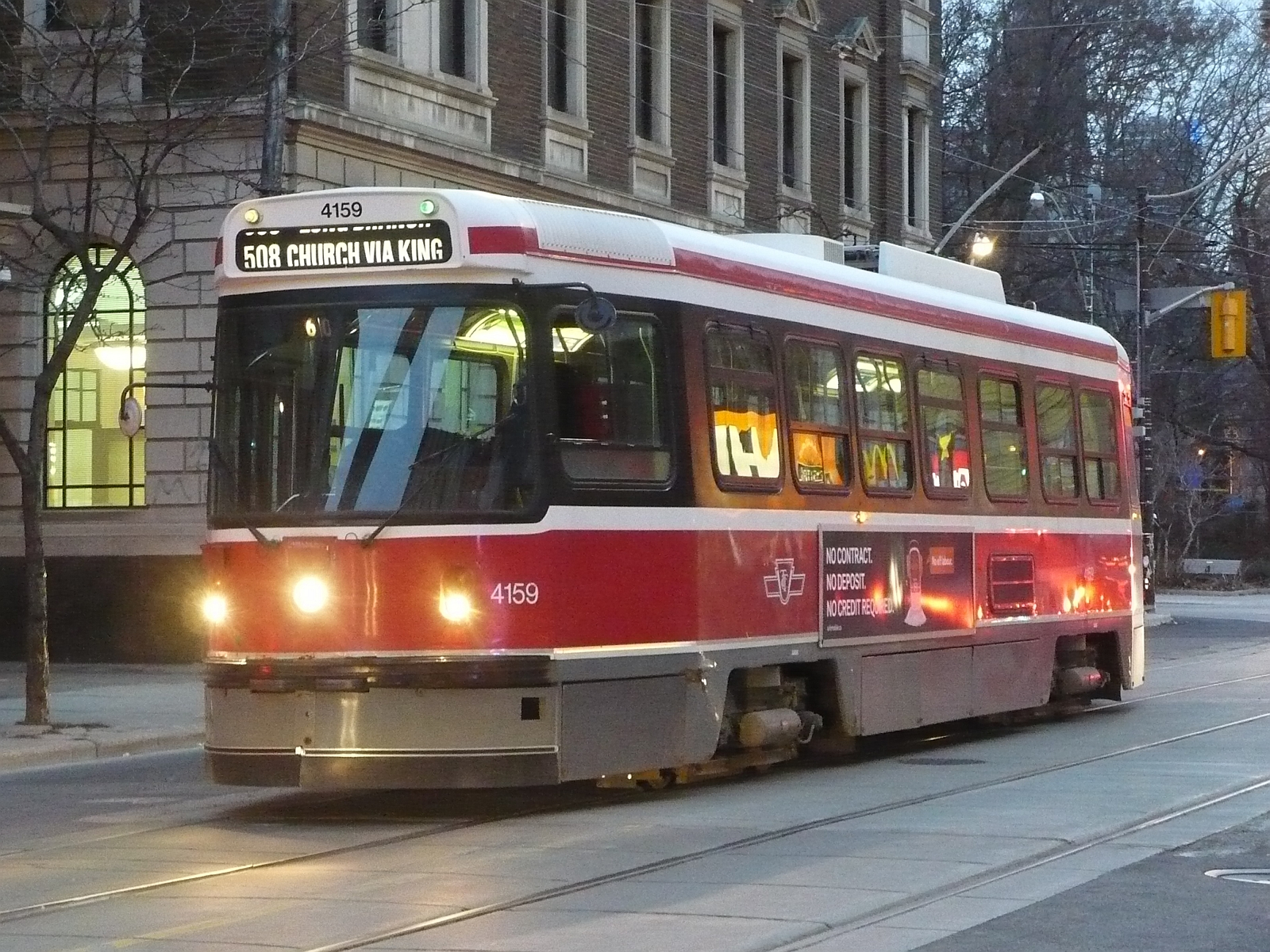
CLRV-Wagen 4159 in Toronto, deutlich zu erkennen der Stangenstromabnehmer

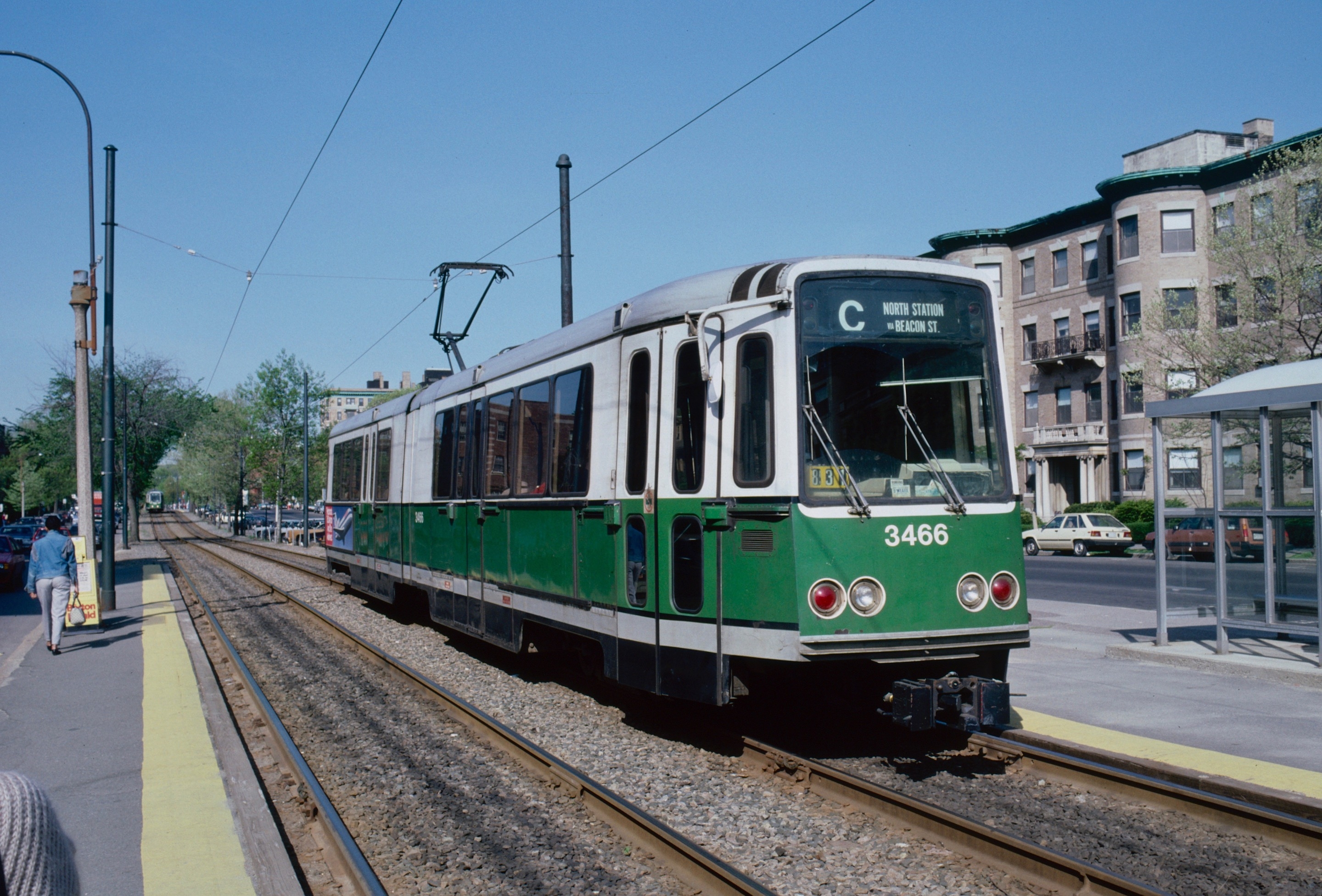
Ein SLRV in Boston

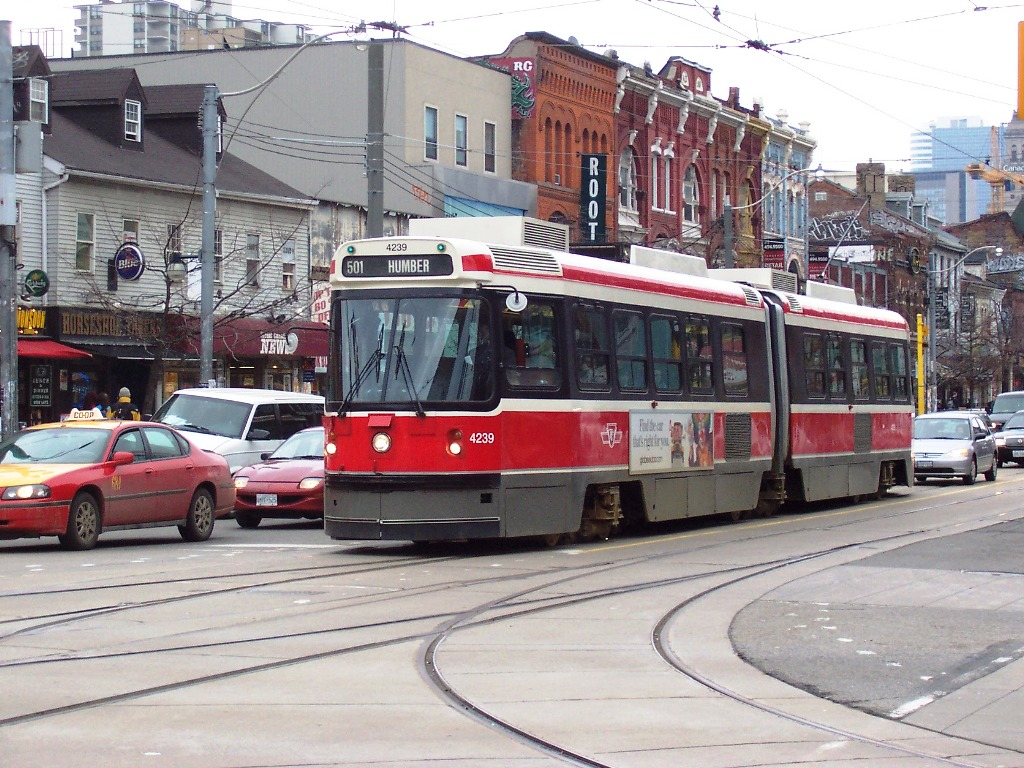
ALRV-Gelenk-Wagen 4239 in Toronto, wiederum mit Stangenstromabnehmer

Abstände zwischen Haltestellen beziehungsweise Bahnhöfen betragen 300–800 Meter, die Zuglänge kann aus Triebwagen in Einfach- oder Mehrfachtraktion bestehen, hierbei können bis zu 5 Wagen miteinander gekuppelt verkehren. Die durchschnittliche Höchstgeschwindigkeit sowie die Betriebsgeschwindigkeit liegt bei 80 beziehungsweise 20–40 km pro Stunde.

### Erste Fahrzeuge
Die ersten beiden Fahrzeugtypen Nordamerikas stammten mit Standard Light Rail Vehicle (SLRV) aus den USA und Canadian Light Rail Vehicle (CLRV) aus Kanada.

#### SLRV
Hauptartikel → Standard Lightrailvehicle
Die Wagen des Typs Standard Light Rail Vehicle wurden von 1976 an gebaut und ersetzten in Boston und San Francisco den PCC-Wagen. Wegen einer noch hohen Fehlerquote wurden nicht alle bei Boeing Vertol bestellten Fahrzeuge abgenommen und beide Städte orderten künftig bei anderen Herstellern.

#### CLRV
Qualitativ besser waren die Wagen des Canadian LRV, eingesetzt ab 1977 in Toronto. Auch sie ersetzen die PCC-Wagengeneration. Die ersten zehn Testwagen baute die Schweizerische Industrie-Gesellschaft (SIG) bevor schließlich die Serienproduktion in Kanada begann.

#### ALRV
Der Wagentyp Articulated Light Rail Vehicle (ALRV) gefertigt ab 1987, war eine Weiterentwicklung des CLRV. Seine Neuheit war die Gelenkwagentechnik, die zu dieser Zeit bereits in Europa zum Einsatz kam. Zu seinen Vorteilen zählte, dass längere Triebwagen möglich wurden.

## Städte mit Lightrails (Auswahl)
- Buenos Aires (Tren de la Costa)
- Den-Haag, Rotterdam und Zoetermeer (RandstadRail)
- Edmonton (Edmonton Light Rail Transit)
- Grenoble (Tramway de Grenoble)
- Houston (MetroRail Houston)
- Jerusalem (Jerusalem Light Rail Transit)
- London (Docklands Light Railway)
- Manchester (Manchester Metrolink)
- Minneapolis (Green Line)
- Nantes (Tramway de Nantes)
- New Jersey (drei Linien der New Jersey Transit Corporation)
- Teneriffa (Tranvia de Tenerife)

## Hersteller (Auswahl)
- Alstom
- AnsaldoBreda
- Boeing Vertol
- Bombardier
- Kinki Sharyō
- Kawasaki
- Siemens
- Transportation Development Corporation Ltd. (UTDC), jetzt Bombardier Transportation